# تپه نورآباد ۱
تپه نور آباد ۱ مربوط به دوران‌های تاریخی پس از اسلام است و در شهرستان کبودر آهنگ، بخش مرکزی، روستای نور آباد واقع شده و این اثر در تاریخ ۱۰ دی ۱۳۸۱ با شمارهٔ ثبت ۷۰۲۹ به‌عنوان یکی از آثار ملی ایران به ثبت رسیده است.